# Нейц Градішар
Нейц Градішар (словен. Nejc Gradišar, нар. 6 серпня 2002, Любляна) — словенський футболіст, нападник єгипетського клубу «Аль-Аглі» та національної збірної Словенії. Виступав також за низку словенських і закордонних клубів. Чемпіон Єгипту.

## Клубна кар'єра
Нейц Градішар народився 2002 року в місті Любляна. Розпочав займатися футболом у юнацькій команді футбольного клубу «Інтерблок», пізніше перейшов до юнацької команди клубу «Браво». У 2020 році Градішар розпочав грати в основній команді клубу «Браво», проте гравцем основного складу не став, і в 2021 році на правах оренди перейшов до клубу «Брежице», де зумів стати одним із найрезультативніших гравців, відзначившись 7 голами в 16 проведених за клуб матчах.
У 2022 році футболіст уклав контракт з клубом «Рогашка», у складі якого грав до 2024 року. У складі «Рогашки» Градішар також був основним гравцем атакувальної ланки команди, відзначившись 23 забитими голами в 54 проведених матчах за клуб. З 2024 до 2025 року словенський нападник грав у складі угорського клубу «Фегервар», де також відзначився бомбардирськими здібностями.
На початку 2025 року Нейц Градішар став гравцем єгипетського клубу «Аль-Аглі». У складі каїрської команди в перший же рік виступів словенський футболіст став чемпіоном Єгипту.

## Виступи за збірні
Протягом 2023—2025 років Нейц Градішар грав у складі молодіжної збірної Словенії. На молодіжному рівні зіграв у 12 офіційних матчах, забив 1 гол. У 2024 році Градішар дебютував у складі національної збірної Словенії.

## Титули і досягнення
- Чемпіон Єгипту (1):

«Аль-Аглі»: 2024—2025